# 전미정
전미정(1982년 11월 1일~)는 대한민국의 골프 선수이다.